# الأشعاب (فرع العدين)

تعديل مصدري - تعديل

الأشعاب هي إحدى قرى عزلة بني احمد والثلث بمديرية فرع العدين التابعة لمحافظة إب، بلغ تعداد سكانها 206 نسمة حسب تعداد اليمن لعام 2004.